# Керебеляк
Керебеля́к (рос. Керебеляк, марій. Памашсола) — село у складі Звениговського району Марій Ел, Росія. Входить до складу Шелангерського сільського поселення.

## Населення
Населення — 189 осіб (2010; 228 у 2002).
Національний склад (станом на 2002 рік):
- марі — 87 %